# شقة (رواية)
الشقة هي رواية صدرت عام 2020 للمؤلف الأمريكي تيدي واين [الإنجليزية]. وهو كتاب واين الرابع. تدور أحداث الرواية في عام 1996، وتتبع العلاقة بين شابين يعيشان معًا في شقة أثناء التحاقهما ببرنامج الكتابة MFA [الإنجليزية] بجامعة كولومبيا. تستكشف الرواية موضوعات الرجولة والطبقة والامتياز والشعور بالوحدة.
الراوي الذي لم يُذكر اسمه في الرواية هو خريج جامعة نيويورك، ويعيش في شقة عمته الكبرى المكونة من غرفتي نوم للإيجار في مانهاتن، بعد أن انتقلت إلى ولاية نيوجيرسي. يلتقي الراوي ببيلي، شاب من الطبقة العاملة من بلدة صغيرة في إلينوي، يعيش في غرفة تخزين في الطابق السفلي. يعرض الراوي على بيلي أن يعيش معه في الشقة بدون إيجار، وفي المقابل سيقوم بيلي بتنظيف الشقة والطهي لهما. في حين أن تعليم الراوي يتجاوز موهبته، فإن العكس هو الصحيح بالنسبة لبيلي، وهي حقيقة يعترف بها هو وزملاؤه في الفصل. وأن العلاقة بين الراوي وبيلي كانت في البداية جميلة وتكافلية، إلا أنه في منتصف الكتاب، يقع حادث يفرقهما بسرعة، وفي النهاية يُنهي عمل تخريبي ما علاقتهما.
أدرجت الرواية في القائمة الطويلة لجائزة سيمبسون/جويس كارول أوتس الأدبية [الإنجليزية] لعام 2020، وأحد "أفضل الكتب لعام 2020" على موقع مجلة فوغ.